# Denny Zeitlin
Denny Zeitlin, geboren als Dennis Jay Zeitlin, (Chicago, 10 april 1938) is een Amerikaanse jazzpianist en arts.

## Carrière
Zeitlins ouders speelden beiden piano. Hij begon al op tweejarige leeftijd met het pianospel en had van 1944 tot 1952 muziekonderricht. Hij leerde onder andere bij Billy Taylor en George Russell. In 1960 was hij met Oscar Pettiford op een Europese tournee. Hij financierde zijn medicijnenstudie aan de Johns Hopkins-universiteit dankzij zijn jazz-activiteiten. In 1963 maakte hij met de lp Flute Fever van de fluitist Jeremy Steig zijn platendebuut. Na de promotie in 1964 werkte hij in San Francisco als psychiater in een psychiatrische inrichting. Daarnaast speelde hij in 1964 met een eigen trio, waartoe Charlie Haden en Jerry Granelli behoorden en trad hij in 1965 op tijdens het Newport Jazz Festival en het Monterey Jazz Festival. Vanaf 1968 trad hij op in fusion-verband. Van de late jaren 1960 tot het midden van de jaren 1970 trok hij zich uit de openbaarheid terug.
In 1978 schreef hij de filmmuziek voor het sciencefiction-drama Invasion of the Body Snatchers (1978) van Philip Kaufmans met Donald Sutherland, Brooke Adams en Leonard Nimoy. Hij had ook muziek gecomponeerd voor Sesamstraat. Sindsdien concentreerde hij zich als jazzmuzikant met voorrang op de westkust, bij benadering in een trio met Peter Donald. Hij heeft ook gespeeld met Herbie Hancock, Pat Metheny, David Grisman, Paul Winter, Joe Henderson en Buster Williams. Zijn stijl ligt tussen Bill Evans, die zijn compositie Quiet Now overnam, Lennie Tristano en Bud Powell.
Als psychiater onderwijst hij aan de University of Californië. Met zijn presentatie Unlocking the Creative Impulse: The Psychology of Improvisation, waarmee hij ook in Europa op tournee was, verbindt hij zijn verschillende belangen.

## Discografie
- 1964: Cathexis (Columbia Records), met  Cecil McBee en Freddie Waits
- 1964: Carnival (Columbia Records)
- 1965: Shining Hour - Live At the Trident (Columbia Records / CBS Records)
- 1967: Zeitgeist (Columbia Records)
- 1967-1970: Expansion (Double Helix / Arch)
- 1977: Syzygy (Arch)
- 1978: Soundings (Arch, Solo)
- 1983: Time Remembers One Time Once (ECM Records), met Charlie Haden
- 1984: Tidal Wave (Palo Alto Records)
- 1986: Homecoming (Living Music)
- 1988: Trio (Windham Hill), ook als CD verschenen)
- 1993: Live At Maybeck Recital Hall (Concord Jazz)
- 1995: Live At Maybeck Recital Hall: Duo Series (Concord Jazz), met David Friesen)
- 1998: As Long As There's Music (Venus Records)
- 1999: Live At the Jazz Bakery (Intuition Music), met David Friesen)
- 2011: Labyrinth
- 2013: Both/And (Sunnyside Records)
- 2016: Early Wayne solo

- Bibliothèque nationale de France: cb139014025 (data)
- CiNii: DA17974997
- Gemeinsame Normdatei: 134564146
- International Standard Name Identifier: 0000 0000 7839 8611
- Library of Congress Control Number: n91129148
- Nationale Bibliotheek van Letland: 000080349
- MusicBrainz: 46c4e7e3-445b-4f45-8cc9-e7709a8a199c
- Nationale Bibliotheek van Tsjechië: mzk2009511997
- Nationale Bibliotheek van Israël: 987007314431905171
- Nederlandse Thesaurus van Auteursnamen: 101948077
- Système universitaire de documentation: 244066000
- Virtual International Authority File: 100847858
- WorldCat: E39PBJwMxGhcyTbJrTcyw33JDq